# Механіка щастя
«Механіка щастя» (вірм. Երջանկության մեխանիկա) — радянський фільм режисерів Нерсеса Оганесяна і Гора Саакяна, знятий у 1982 році.

## Сюжет
Проєктувальниця Сона, вдова і матір трьох дітей, один раз звертає свою увагу на закоренілого холостяка Рубена. З тих пір інженер, майстер на всі руки і невиправний мрійник думає тільки про неї…

## У ролях
- Азат Гаспарян — Рубен
- Алла Туманян — Сона
- Верджалуйс Міріджанян — тітка Ашхен
- Ліліта Аветісян — молодша донька Сони
- Маріка Акопян — старша донька Сони
- Каро Айрапетян — скрипаль
- Мурад Костанян — дядько Артавазд
- Георгій Мінасян — співак в ресторані
- Михайло Паязатян — син Сони
- Ліана Бурназян — епізод
- Армен Хостікян — лікар

## Знімальна група
- Режисери: Нерсес Оганесян, Гор Саакян
- Сценарист: Еммануїл Мнацаканян
- Оператор: Альберт Явурян
- Композитор: Арно Бабаджанян
- Художник: Рафаель Бабаян